# NGC 2790
NGC 2790 é uma galáxia espiral (Sc) localizada na direcção da constelação de Cancer. Possui uma declinação de +19° 41' 51" e uma ascensão recta de 9 horas, 15 minutos e 02,7 segundos.
A galáxia NGC 2790 foi descoberta em 17 de Fevereiro de 1865 por Albert Marth.